# Les Gonds
Les Gonds là một xã trong tỉnh Charente-Maritime trong vùng Nouvelle-Aquitaine tây nam nước Pháp. Xã này nằm ở khu vực có độ cao trung bình 12 mét trên mực nước biển.
Sông Seugne tạo thành phần lớn ranh giới phía đông thị trấn, sau đó chảy vào sông Charente, một sông tạo phần lớn ranh giới phía bắc thị trấn.